# 열일곱 (드라마)

유혜인 버전 포스터

《열일곱》은 2017년 4월 27일부터 2017년 6월 3일까지 네이버TV에서 처음으로 공개된 웹드라마로 17살을 맞이한 고등학생들의 이야기를 다뤘다. 장소협찬은 낙원중학교, 의상협찬 디폴트과 뉴해빗이다.
2017년 7월 1일부터 2017년 7월 24일까지 네이버 웹툰에서 홍보 연재를 시작하였다.

## 줄거리
연애에 대해 아무것도 모르는 순수하고 무모했던 고등학생들의 우정과 사랑을 다룬 학원물.

## 등장인물
- 유혜인 : 김세리 역
- 김도완 : 지은우 역
- 김두리 : 이슬비 역
- 강율 : 한해성 역
- 신주협 : 하준 역

## 회차별 부제
| 회차   | 업로드 일자     | 부제                                 | 런닝 타임 |
| ------ | --------------- | ------------------------------------ | --------- |
| 1화    | 2017년 4월 27일 | 남사친이 고백을 했다                 | 05:32     |
| 2화    | 2017년 4월 28일 | 첫사랑이 끝난 이유                   | 04:47     |
| 3화    | 2017년 5월 10일 | 친한 친구와 멀어지는 이유            | 05:21     |
| 4화    | 2017년 5월 13일 | 연하남이 남자로 보이고 싶은 순간     | 05:23     |
| 5화    | 2017년 5월 18일 | 여자가 이별을 결심하는 과정          | 07:43     |
| 6화    | 2017년 5월 20일 | 남자가 첫사랑을 못 잊는 이유         | 05:13     |
| 7화    | 2017년 5월 25일 | 친구에서 연인이 되는 과정            | 05:40     |
| 8화    | 2017년 5월 27일 | 누구에게나 첫사랑은 있다             | 07:42     |
| 특별판 | 2017년 6월 3일  | 남자들끼리 연애상담하면 안 되는 이유 | 04:57     |

## 사운드 트랙
본 앨범은 2017년 6월 1일 발매.
1. 사실은 말야
작사: 김진호 / 작곡: 김진호, 최선용 / 편곡: 김진호, 최선용, 정동환
2. 너 왜그랬는데
작사: 김진호 / 작곡: 김진호, 최선용 / 편곡: 김진호, 최선용, 정동환
3. 변한 너의 모습
작사: 김진호, 최선용 / 작곡: 김진호 / 편곡: 정동환
4. 사실은 말야 (Inst.)
5. 너 왜그랬는데 (Inst.)
6. 변한 너의 모습 (Inst.)